# NGC 6332
NGC 6332 est une vaste galaxie spirale relativement éloignée et située dans la constellation d'Hercule. Sa vitesse par rapport au fond diffus cosmologique est de 8 373 ± 45 km/s, ce qui correspond à une distance de Hubble de 123,5 ± 8,7 Mpc (∼403 millions d'al). NGC 6332 a été découverte par l'astronome français Édouard Stephan en 1876.
La classe de luminosité de NGC 6332 est I.